# Verdes Football Club
El Verdes Football Club (previamente llamado Hankook Verdes) es un club de fútbol de Belice de la ciudad de San Ignacio. Fue fundado en 1976 y se desempeña en la Liga Premier de Belice.
El club ha sido el principal formador de futbolistas para la selección de fútbol de Belice, a pesar de vencer por primera vez en el torneo nacional en 2008.

## Jugadores

### Plantilla
- = Lesionado de larga duración
- = Capitán

## Palmarés

### Torneos nacionales
- Liga Premier de Belice (5): 2015 (C), 2019/20, 2022 (C), 2023 (C), 2025 (C).

- Liga Premier de Fútbol de Belice (1): 2007/2008

- Liga Superior FFB (1): 2021/22

## Torneos internacionales
En el año 2015 se clasifica por segunda vez en su historia a la Concacaf Liga Campeones 2015–16